# Gina Castelo Branco
Gina Castelo Branco (Teresina, 14 de maio de 1968) é uma artista plástica e galerista piauiense que faz parte da União dos Artistas Plásticos Piauienses (UAPPI) e tem reconhecimento internacional. Representou o Piauí em duas exposições no Carrousel du Louvre, em Paris.
Graduada em Letras/Inglês pela Universidade Estadual do Piauí - UESPI e em Direito pela NOVAUNESC, estudou arte em Teresina, Rio de Janeiro, São Paulo e nos Estados Unidos.
Utiliza em suas obras a técnica de pintura acrílica sobre telas. No abstracionismo, a artista trabalha com técnicas aguadas. Suas obras apresentam linhas, com cortes geométricos e pontos ou manchas justapostos criando efeitos. Tem como estilo predominante o abstrato e o expressionismo. 
Em dezembro de 2016, a artista inaugurou em Teresina, onde reside, a Montmartre Arte e Galeria, espaço destinado a exposições de artistas nacionais e internacionais, cursos e palestras em áreas da arte como o desenho, a pintura e o mosaico. 
A artista mantém um blog chamado Artlife, onde atualiza semanalmente seus leitores a respeito de correntes artísticas, História da Arte e dicas sobre exposições e eventos relacionados ao tema. Hoje, participa de exposições nacionais com a União dos Artistas Plásticos Piauienses (UAPPI).  Internacionalmente, a artista já expôs suas obras em países como Portugal, Noruega e França.
Em 2017, Gina Castelo Branco participou do Simpósio de Arte em Praga[3], evento da UNESCO que reuniu artistas de diversos países. No mesmo ano, participou de sua segunda exposição no Carrousel du Louvre, em Paris, onde teve sete obras selecionadas para o guia da exposição e duas expostas: Playa Negra e Quartzo Rosa. Seu trabalho também está em publicações nacionais como Circuito Arte Europeu - São Paulo (2018) e Art Brasileira - São Paulo (2018); e internacionais, como o livro Latin American Artists (2018). Em 2018, participou do Projeto Chovendo Arte, no Parque Ibirapuera, em São Paulo.
Em 2021, a artista fundou o projeto RenovAR-TE, que arrecadou cestas básicas para serem doadas a artistas em dificuldade financeira durante a pandemia. O projeto arrecadou centenas de cestas e foi integrado à campanha Prato Cheio, da TV Clube, afiliada Rede Globo no Piauí.
No mesmo ano, Gina teve obras participantes no Leilão Artrilha e no anuário da revista Luxus Magazine, além de duas exposições virtuais pelo Espaço Zagut (RJ). Foi a artista homenageada na edição 2021 do XXVII Congresso Médico Acadêmico do Piauí - COMAPI.

## Exposições e eventos internacionais
A artista já participou de exposições e eventos voltados à arte nos países:
- Porto - Portugal (2015)
- Bucareste - Romênia (2015)
- Sófia - Bulgária (2016)
- Oslo - Noruega (2016)
- Santo Domingo - República Dominicana (2016)
- Paris - França (2016)
- Miami - Estados Unidos (2017)
- Paris - França (2017)

## Exposições e eventos nacionais
- Estradas da vida - Teresina (2016)
- Maria, Maria - Teresina (2016) [10]
- Amor, Eterno Amor - Teresina (2017)
- 10 anos de Nós - Teresina (2017)
- Caminhos de Luz - Teresina 2017) [11]
- Reflexos de Amor - Teresina (2017) [12]
- Arte e Vinho - Teresina (2017) [13]
- Imersão Sobre Cores - Teresina (2017) [14]
- Natal - Teresina (2017) [15]
- 1ª Mostra Internacional de Arte - Teresina (2017) [16]
- Toy Dog Art II - Teresina (2017) [17]
- Impressões Contemporâneas - São Paulo (2018)
- Mistérios das Cores e da Natureza - São Paulo (2018) [18]
- Azulejos com Arte - São Paulo (2018)
- Projeto Chovendo Arte - São Paulo (2018) [19]
- Circuito Arte Brasil – João Pessoa (2018)
- Circuito Arte Brasil – Teresina (2018) [20]
- Resplandecente - Teresina (2018) [21]
- Conexões - Teresina (2018) [22]
- Formas e Afetos - Teresina (2018) [23]
- Arte, Fauna e Flora - Teresina (2018) [24]
- Luzidio - Teresina (2018) [25]
- Orto – Teresina (2018) [26]
- Casa, Estilo e Art – Rio de Janeiro (2019) [27]
- MEDNESP – Teresina, (2019)
- Galeria de Artes Mestre Portelada - Teresina (2019) [28]
- Nordestinidades – Teresina (2019) [29]
- ArrAMARES – Teresina (2019) [30]
- Gráfica 2020 – Espaço Zagut (virtual, 2020) [31]
- Homenagem a Katie van Scherpenberg – Espaço Zagut (virtual, 2020) [32]
- Exposição Gems - Teresina (2020)
- Os Tons do Silêncio - Teresina (2021) [33]
- Vivências - Teresina (2021) [34]
- Azul da Cor do Mar - Barra Grande (2021)
- Índigo Blue - COMAPI - Teresina (2021) [35]